# Matías Manzano
Matías Joel Manzano (Córdoba Capital, Provincia de Córdoba, Argentina, 17 de junio de 1986) es un futbolista argentino. Juega como delantero y su actual equipo es Racing de Córdoba del Torneo Federal A.

## Clubes
| Club                        | País      | Año       | PJ | G  |
| --------------------------- | --------- | --------- | -- | -- |
| Racing de Córdoba           | Argentina | 2006      | 14 | 5  |
| Alianza Atlético            | Perú      | 2006      | 12 | 1  |
| Talleres de Córdoba         | Argentina | 2007      | 0  | 0  |
| Alumni de Villa María       | Argentina | 2007      | 9  | 1  |
| Getafe B                    | España    | 2008-2009 | 25 | 6  |
| Gimnasia y Esgrima de Jujuy | Argentina | 2009-2010 | 8  | 0  |
| Cobresal                    | Chile     | 2010-2011 | 15 | 0  |
| Central Norte de Salta      | Argentina | 2011-2012 | 45 | 6  |
| Universitario de Sucre      | Bolivia   | 2013      | 39 | 15 |
| Aiginiakos FC               | Grecia    | 2014      | 17 | 4  |
| Blooming                    | Bolivia   | 2014-2015 | 32 | 7  |
| Deportivo La Guaira         | Venezuela | 2015-2016 | 46 | 16 |
| ACD Lara                    | Venezuela | 2016      | 25 | 7  |
| Apollon Larissa FC          | Grecia    | 2017      | 12 | 6  |
| GAS Ialysos                 | Grecia    | 2018      | 8  | 4  |
| Racing de Córdoba           | Argentina | 2018-?    | 9  | 1  |